# Réserve naturelle de Matjiesrivier
La réserve naturelle de Matjiesrivier est une réserve naturelle située dans le nord de la province du Cap-Occidental, proche de la réserve naturelle du Cederberg qui borde sa limite nord-ouest. Elle fait partie de l'écosystème du royaume floral du Cap et est l'une des aires protégées de la région florale du Cap.
Elle a été achetée en 1995 par le WWF d'Afrique du Sud et est depuis gérée par CapeNature, organisme public de protection de la nature de la province du Cap-Occidental.
Son sous-sol présente une prédominance d'ardoise qui favorise le karoo (une végétation de type semi-désertique) sur le finbos.
On y trouve de remarquables quantités de peintures rupestres par les bushmen Khoi ou Khoi-San, en nombres tels que l'on en fait régulièrement de nouvelles découvertes. Ces peintures rupestres, variant en ancienneté entre 300 and 6 000 ans, retracent l'histoire sociale et spirituelle des hommes de la fin de l'âge de la pierre ; elles sont protégées comme monuments nationaux par la loi nationale sur le patrimoine culturel de 1999.